# Dilai
Dilai ist eine osttimoresische Aldeia im Suco Lupal (Verwaltungsamt Lolotoe, Gemeinde Bobonaro). 2015 lebten in der Aldeia 416 Menschen.

## Geographie
Dilai liegt im Osten des Sucos Lupal. Westlich befindet sich die Aldeia Silagolo. Im Südosten grenzt Dilai an den Suco Guda, im Süden an den Suco Opa und im Nordosten an den Suco Beco, der zur Gemeinde Cova Lima gehört. Der Zola, ein Nebenfluss des Loumea, bildet grob die Grenze zu Beco, der Foura folgt der Grenze zu Opa. Im Norden befindet sich der Berg Lolo Gipecui (713 m).
Das Zentrum durchquert eine unbefestigte Piste. An ihr liegt in der Mitte der Aldeia das Dorf Dilai. Hier befinden sich eine Grundschule und ein Friedhof. An der Piste steht im Westen ein Denkmal für die „Helden des Vaterlandes“.

## Politik
2023 wurde Ernesto Cardoso zum Chefe de Aldeia gewählt.